# Покровська церква (Синевирська Поляна)
Покровська церква (Синевирська Поляна)  — церква в с. Синевирська Поляна Синевирської громади, Хустського району Закарпатської області України, пам'ятка архітектури національного значення (№ 1126), датована 1817 роком.       

## Історія
Церква розташована в центрі села, на північ від школи, на висоті 900 метрів над рівнем моря, датована, як свідчить напис на одвірку, 1817 роком. Вівтарем церква орієнтована на північний схід. За переказом церква побудована на місці хреста, який був перенесений вітром з верхів'я іншої церкви, побудованої на протилежному березі річки.
Першим священиком у церкві був о. Іван Тесля, а останнім був Йосип Ковордані (до 1947 р.).

## Архітектура

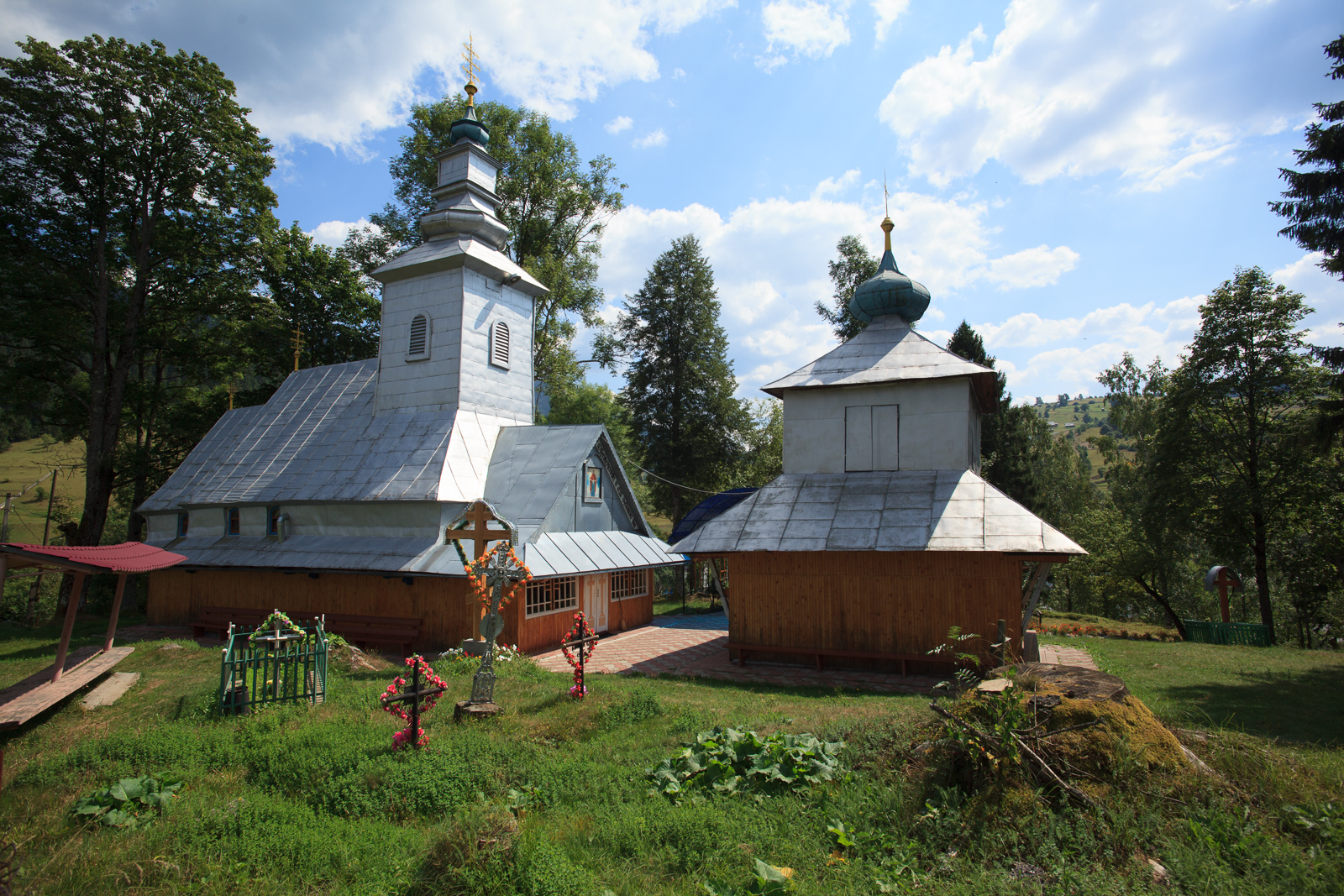
Покровська церква і дзвіниця

Церква характерна для верхів’я Тереблі барокового типу, двозрубна тридільна. Східний зруб менший і покритий окремим двоскатним дахом. Бабинець вінчає каркасна вежа з барочним завершенням (гранчаста баня, глухий ліхтар і главки над ним). З південної сторони до вівтаря прибудована ризниця, з західної до бабинця - рівноширокий ганок на різьблених стовпчиках, закритий в 1920-х роках. Всередині нава перекрита коробовим склепінням. Стіни під опасанням оббиті вертикально дерев'яною вагонкою.  В 1920-х роках дахи і зовнішні стіни церкви оббили бляхою.

## Дзвінниця
На південний захід від церкви встановлена дерев'яна двоярусна дзвіниця з опасанням і шатровим дахом, прикрашеним декоративним куполом. Нижній ярус дзвінниці зі зрубу, а верхній — каркасний. Дзвінниця разом з церквою входить до складу пам'ятки архітектури. За наявними даними дзвіниця була відремонтована майстром Марцелем І.  в 1847 році.

## Див також
- Церква святого Миколи Чудотворця (Ізки);
- Церква Святого Духа (Колочава);
- Церква Введення Пресвятої Богородиці (Розтока);
- Церква Різдва Пресвятої Богородиці (Пилипець).